# Schusstafel
Schusstafeln sind Tabellen, die alle Angaben – so genannten Schießelemente – enthalten, die für das praktische Schießen erforderlich sind.
Für die jeweilige Waffe listet die zugehörige Schusstafel die Schusseigenschaften der verfügbaren Munition auf. Die Tafeln für Geschütze und Handfeuerwaffen unterscheiden sich wesentlich:

## Artillerie
Da die Geschütze meist keine direkte Sicht zum Ziel haben, muss die Erhöhung und die Richtung errechnet werden. Obwohl dies heutzutage fast ausschließlich mit computergestützten Feuerleitrechnern ausgeführt wird, kann diese Berechnung auch manuell mit einer Schusstafel geschehen.
Zu den Schießelementen gehören unter anderem:
- Erhöhung
- Seitenverschiebung
- Fallwinkel
- Flugzeit
- Angaben zur Treffsicherheit und Geschosswirkung

Die Werte der Schusstafel werden für die größte Schussweite des betreffenden Geschützes sowie auf einer mittleren und einer kurzen Entfernung bei gutem Wetter mit qualitativ hochwertiger Munition praktisch auf einem Testgelände ermittelt. Werte für andere Schussweiten werden durch Interpolation genähert.

## Handfeuerwaffen

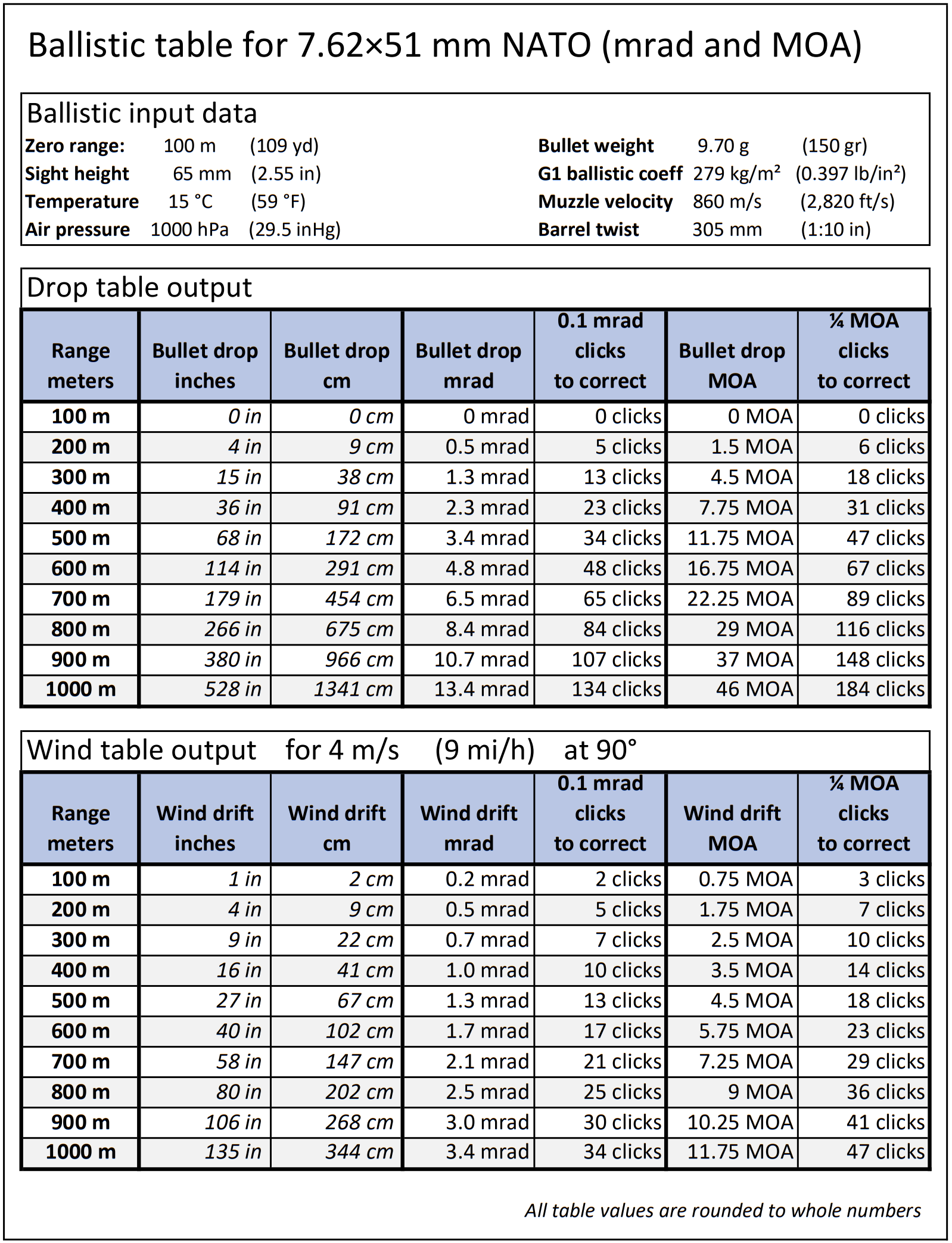
Schusstafel für 7,62 × 51 mm NATO

Als Schusstafeln werden ebenfalls die meist in Tabellenform aufbereiteten ballistischen Angaben von Handfeuerwaffen-Munition bezeichnet. Diese enthalten im Allgemeinen:
- Kaliberbezeichnung
- Geschossgewicht
- Fabrikat
- Fluggeschwindigkeit V für die Entfernungen 0 m, 100 m und 200 m zur Mündung
- Geschossenergie in Joule (E) für E0, E100, E200,
- die Günstigste Einschussentfernung (GEE), die Fleckschussentfernung, bis zu der die Geschossflugbahn maximal 4 cm über der Visierlinie liegt, sowie
- die Abweichung in Zentimetern zwischen Visierlinie und Treffpunktlage bei verschiedenen Schussentfernungen (+ = Hochschuss, – = Tiefschuss).